# Moruti Mthalane
Moruti Mthalane (ur. 6 października 1982) – południowoafrykański bokser, aktualny zawodowy mistrz świata w kategorii muszej (do 112 funtów) organizacji IBF.
Zawodową karierę rozpoczął w 2000 roku. W lipcu 2008 roku, w swojej dwudziestej trzeciej walce, pokonał w pojedynku eliminacyjnym federacji IBF Husseina Husseina i został oficjalnym pretendentem do tytułu mistrzowskiego. 1 listopada tego samego roku dostał szansę walki o pas mistrzowski IBF, przegrał jednak przez techniczny nokaut w szóstej rundzie z Nonito Donaire. Mthalane doznał dużego rozcięcia skóry nad okiem i walka została przerwana przez lekarza ringowego. Ponieważ do kontuzji doszło w wyniku prawidłowo zadanego ciosu, zwycięzcą został bokser z Filipin.
Mthalane powrócił na ring w kwietniu 2009 roku, nokautując mało znanego rodaka Lehlohonolo Ramagole. Następnie federacja IBF zarządziła obowiązkowy pojedynek rewanżowy między Mthalane i Donaire. Filipińczyk odmówił jednak walki, zrzekł się pasa mistrzowskiego i zmienił kategorię wagową na wyższą. W związku z tym 20 listopada 2009 w Johannesburgu Mthalane zmierzył się w walce o wakujący tytuł mistrza świata IBF z Meksykaninem Julio Cesarem Mirandą. Bokser z RPA wygrał pojedynek jednogłośnie na punkty i zdobył pas mistrzowski.
W pierwszej obronie tytułu spotkał się 1 września 2010 z rodakiem Zelani Tete i pokonał go przez TKO w 5r. Kolejna obrona tytułu również zakończyła się przed czasem. 26 marca 2011 pokonał przez TKO w 5r byłego posiadacza pasa przejściowego WBO w junior muszej Filipińczyka Johnriela Casimero.